# Mutsuo Takahashi

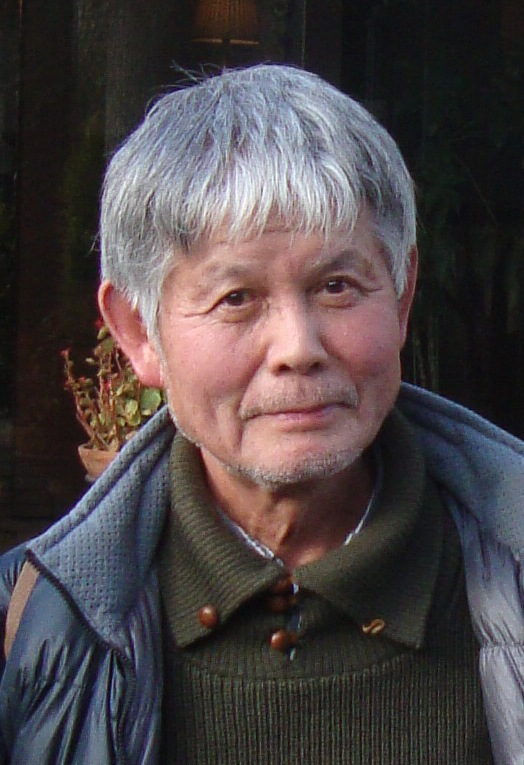
Takahashi, 2009

Mutsuo Takahashi (japanisch 高橋 睦郎, Takahashi Mutsuo; geboren 15. Dezember 1937 in Yahata in der Präfektur Fukuoka) ist ein japanischer Dichter.

## Leben und Wirken
Mutsuo Takahashi machte seinen Studienabschluss an der Pädagogischen Hochschule Fukuoka. Die Gedichte, die er als Jugendlicher verfasst hatte, wurden 1959 unter dem Titel „Mino, atashi no oushi“ (ミノ・あたしの雄牛), etwa „Mino, mein Stier“ veröffentlicht. Seine zweite Sammlung von Gedichten aus dem Jahr 1964 heißt „Bara no ki: Nise no koibitotachi“ (薔薇の木・にせの恋人たち), „Rosenstock, nachgemachte Liebhaber“.
Takahashi, ein produktiver Schriftsteller, verfasste 1970 auch ein autobiografisches Werk, „Jūni no enkei“ (十二の遠景) – „Zwölf Perspektiven“, weiter Kurzgeschichten, dann 1972 „Sei-sankakukei“ (聖三角形), „Das heilige Dreieck“, einen Roman. „Zen no henreki“ (善の遍歴) – „Pilgerfahrt des Guten“ 1974. Der Roman beschreibt, wie ein junger Mann aus der Provinz die Rotlichtviertel von Tōkyō durchstreift, eine Persiflage der buddhistischen Suche nach dem Guten.
Zu Takahashis weiteren Werken gehören „Ōkoku no kōzō“ (王国の構造) – „Struktur eines Königreiches“ 1982, „Usagi no niwa“ (兎の庭) – „Der Garten des Hasen“ 1987, „Keiko onjiki“ (稽古飲食) – „Schulung im Essen und Trinken“ 1987, „Ane no shima – shūzō shinwa ni yoru kazoku-shi no kokoromi“ (姉の島――宗像神話による家族史の試み)  „Die Insel der Schwester – Versuch einer Familiengeschichte als Glaubensmythologie“ 1995, „Ōjo media“ (王女メディア) – „Prinzessin Medien“ 1998.
Durch Takahashis Werk ziehen sich zwei Themenkreise. Zum einen beschäftigt ihn die homosexuelle Erotik, zum anderen setzt er sich mit der Religion auseinander, wobei das vom römisch-katholischen Glauben, dem östlich orthodoxen Glauben bis hin zum Mahāyāna-Buddhismus reicht.
2017 wurde Takahashi als Person mit besonderen kulturellen Verdiensten geehrt. Im selben Jahr wurde er auch Mitglied in der Akademie der Künste. Sein Werk wurde mit zahlreichen Preisen ausgezeichnet, darunter 1987 mit dem Yomiuri-Literaturpreis für „Keiko onjiki“ und 1988 mit dem Takami-Jun-Preis für „Usagi no niwa“.